# Рамфіхтові
Рамфіхтові (Rhamphichthyidae) або піщані риби-ножі (англ. Sand Knifefishes) — родина прісноводних костистих риб ряду Гімнотоподібні (Gymnotiformes).
Поширені в прісних водоймах Південної Америки. Населяють більшість водойм у низинній частині тропічної зони континенту, розташованій на схід від Анд, від басейну Ориноко у Венесуелі на півночі до гирла Ла-Плати в Аргентині на півдні.
Мають видовжене, стиснуте з боків тіло. Черевний пояс і черевні плавці відсутні, спинний і хвостовий плавці також відсутні. Анальний плавець дуже довгий, починається біля грудних плавців і тягнеться до кінця хвоста. Характерною ознакою є довге трубчасте рило з маленьким ротом, повністю позбавленим зубів. Ніздрі розташовані відносно близько одна до одної. Мають міогенний електричний орган.
Rhamphichthys rostratus може сягати 1 метра загальної довжини й належить до числа найбільших представників ряду гімнотоподібних.
Родина Rhamphichthyidae включає 5 родів:
- Gymnorhamphichthys  Ellis, 1912
- Hypopygus  Hoedeman, 1962
- Iracema  Triques, 1996
- Rhamphichthys  Müller & Troschel, 1846
- Steatogenys  Boulenger, 1898

Відносно донедавна родина обмежувалась трьома довгорилими родами (Rhamphichthys, Gymnorhamphichthys і монотипний Iracema), два короткорилі роди Hypopygus і Steatogenys були перенесені до складу Rhamphichthyidae з родини Hypopomidae відповідно до філогенетичного аналізу, проведеного Tagliacollo et al. (2016). Представників родів Rhamphichthys, Gymnorhamphichthys та Iracema іноді об'єднують у складі підродини Rhamphichthyinae, а Hypopygus та Steatogenys — в складі підродини Steatogenae.
Нічні риби, вдень закопуються в пісок. Завдяки своєму довгому рилу використовують смоктально-хапальне харчування на донному ґрунті річок та озер, споживаючи різні бентосні організми.